# Anopheles sineroides
Anopheles sineroides är en tvåvingeart som beskrevs av Yamada 1924. Anopheles sineroides ingår i släktet Anopheles och familjen stickmyggor. Inga underarter finns listade i Catalogue of Life.